# Eugène Meeùs
Pour les articles homonymes, voir Meeus.
 (juin 2016).
Si vous disposez d'ouvrages ou d'articles de référence ou si vous connaissez des sites web de qualité traitant du thème abordé ici, merci de compléter l'article en donnant les références utiles à sa vérifiabilité et en les liant à la section « Notes et références ».
Eugène Meeùs, né le 5 février 1830 à Anvers et mort le 12 novembre 1910 dans la même ville, est un homme politique belge de tendance catholique.

## Biographie
Sa carrière politique au sein du Parti meetinguiste l'amène à être élu conseiller communal d'Anvers, conseiller provincial d'Anvers de 1866 à 1872 et député à la Chambre des représentants de 1872 à 1896.
Il est un des fondateurs de la Caisse hypothécaire anversoise (Anhyp). Il en deviendra le président, de 1906 à 1910. Il est également président de la Commission de l'Escaut; il crée, notamment les bassins à Merksem qui ont permis l'urbanisation le long du Canal de Campine. On le retrouve aussi dans le secteur sucrier pour avoir été, durant 27 ans président de la Société générale des fabricants de sucre en Belgique. Il était à la tête de six sucreries dont trois en Flandre et trois autres aux Pays-Bas dans la région de Breda.

## Distinctions
- Commandeur de l'ordre de Pie IX
- Commandeur de l'ordre de l'Immaculée Conception de Vila Viçosa (Portugal).